# Городской округ Воскресенск
Городско́й о́круг Воскресе́нск — муниципальное образование на юго-востоке Московской области России. По административно-территориальному делению соответствует городу областного подчинения Воскресе́нск с административной территорией.
Административный центр — город Воскресенск.
До 2018 года соответствовал по территории Воскресенскому району (административно-территориальная единица (район) и муниципальное образование (муниципальный район) Московской области.

## История
В Воскресенский муниципальный район с 2006 до 2019 гг. входило 6 муниципальных образований, в том числе 4 городских и 2 сельских поселений.
4 мая 2019 года Воскресенский район был упразднён, а все входившие в него городские и сельские поселения объединены в новое единое муниципальное образование — городской округ Воскресенск.
28 июня 2019 года Воскресенский район как административно-территориальная единица области был упразднён, а вместо него образована новая административно-территориальная единица  — город областного подчинения Воскресенск с административной территорией.

## Население
По итогам переписи населения 2020 года проживали следующие национальности (национальности менее 0,1 % и другое, см. в сноске к строке «Другие»):
| Национальность | Численность, чел. | Доля     |
| -------------- | ----------------- | -------- |
| Русские        | 143 240           | 88,87 %  |
| Армяне         | 625               | 0,39 %   |
| Татары         | 576               | 0,36 %   |
| Узбеки         | 548               | 0,34 %   |
| Украинцы       | 486               | 0,30 %   |
| Таджики        | 314               | 0,19 %   |
| Другие         | 15 389            | 9,55 %   |
| Итого          | 161 178           | 100,00 % |

## Общая карта
Легенда карты:
|  | Более 90 000 жителей    |
|  | 10 000 — 20 000 жителей |
|  | 2 000 — 10 000 жителей  |
|  | 1 000 — 2 000 жителей   |
|  | Менее 1 000 жителей     |